# Annika Lau

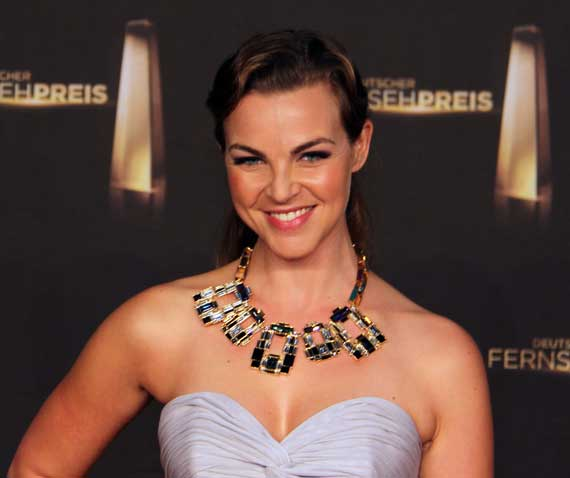
Annika Lau beim Deutschen Fernsehpreis 2012

Annika Lau (geb. Kipp; * 12. März 1979 in München) ist eine deutsche Radio- und Fernsehmoderatorin.

## Leben und Karriere
Annika Lau machte ihr Abitur 1999 am Gymnasium Tutzing und begann anschließend ein Praktikum beim Straubinger Rundfunksender Radio AWN, bei dem sie auch ihre Ausbildung abschloss. Von 2002 bis 2005 studierte sie Deutsch und Geschichte auf Lehramt.
Von Februar 2002 bis Dezember 2005 war Lau bei Antenne Bayern tätig und moderierte die Sendungen Die Bayerische Nacht, Samt und Sonntag und Guten Morgen Bayern am Wochenende, ferner ab 2004 Highlife, Die Woche, Top Team, Home of the Stars, Antenne Bayern am Abend und Guten Morgen Bayern Extra. Ab 2005 übernahm sie die Co-Moderation der Sendung Guten Morgen Bayern.
Von Januar 2006 bis April 2008 moderierte Lau zusammen mit Jan Hahn, Karen Heinrichs, Nadine Krüger, Gaby Papenburg und Marlene Lufen das Sat.1-Frühstücksfernsehen. Ab 2010 war sie wieder vertretungsweise in dieser Funktion tätig und gestaltete hierfür auch diverse Beiträge. Ab Dezember 2006 moderierte sie zudem die Sat.1-MyVideo-Show, die nach einem Jahr Laufzeit eingestellt wurde.
Von April 2008 bis zum Produktionsende im Januar 2012 war Lau im Sat.1-Magazins zu sehen. Ab Mai 2012 moderierte sie das Vorabend-Magazin Push – Das Sat.1-Magazin, das als Nachfolger dessen aufgelegt war. Von April 2013 bis März 2014 moderierte sie das Sat.1 Gold-Servicemagazin Echt Gold – Mein Magazin. Ebenfalls bei Sat.1 Gold moderierte sie von Juli bis September 2015 das Magazin Focus TV Test.
2017 vertrat sie Enie van de Meiklokjes bei der Sat.1-Show "Das große Backen", da diese wegen der Geburt ihrer Zwillinge pausierte. 
Von Juni 2021 bis April 2022 moderierte Lau erneut das Sat.1-Frühstücksfernsehen und vertrat damit die in die Mutterschutzpause gegangene Alina Merkau. Im Mai 2022 wechselte Lau zu RTL, wo sie die Morgenmagazine Punkt 6, Punkt 7 sowie Punkt 8 und Gala moderiert.
Lau lebt in Berlin. Sie ist seit 2013 mit dem Schauspieler Frederick Lau liiert und seit 2015 mit ihm verheiratet. Das Paar hat eine Tochter (* 2014) und zwei Söhne (* 2016, * 2019).

## Moderationen

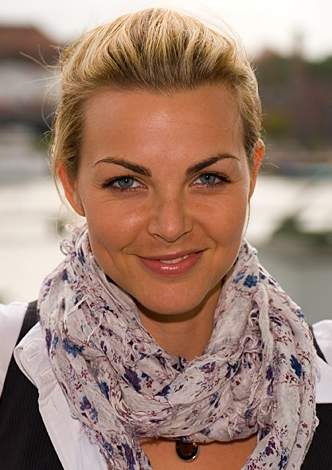
Lau (2009)

### Fernsehen
- 2006–2008, 2010–2013, 2021–2022: Sat.1-Frühstücksfernsehen (Sat.1)
- 2006: MyVideo-Show (Sat.1)
- 2008: Sat.1-Magazin (Sat.1)
- 2012: Push – Das Sat.1-Magazin (Sat.1)
- 2013–2014: Echt Gold – Mein Magazin (Sat.1 Gold)
- 2015: Focus TV Test (Sat.1 Gold)
- 2017: Das große Backen, Staffel 5 (Sat.1)
- seit 2022: Gala (RTL)
- seit 2022: Punkt 6, Punkt 7, Punkt 8 (RTL)

### Radio
- 2002–2005: Moderation bei Antenne Bayern
- 2005: Guten Morgen Bayern